# Rabat-Salé-Kénitra
Rabat-Salé-Kénitra (Arabisch: الرباط-سلا-القنيطرة, Berbers: ⴻⵕⵕⴱⴰⵟ-ⵙⵍⴰ-ⵇⵏⵉⵟⵔⴰ) is sinds 2015 een regio in Marokko. De hoofdstad is Rabat. De regio ligt in het noorden van Marokko. Rabat-Salé-Kenitra heeft een oppervlakte van 17.841 km² en heeft 5.132.639 inwoners (2024).
Administratief is de regio verder opgedeeld in prefecturen en provincies:
- Rabat (prefectuur)
- Salé (prefectuur)
- Skhirat-Témara (prefectuur)
- Kénitra (provincie)
- Khémisset (provincie)
- Sidi Kacem (provincie)
- Sidi Slimane (provincie)

In het noorden grenst de regio aan de regio Tanger-Tétouan-Al Hoceïma, in het oosten aan Fès-Meknès, in het zuiden met de klok mee aan Béni Mellal-Khénifra en Casablanca-Settat, in het westen grens de regio aan de Atlantische Oceaan.
Voor 2015 bestond de regio's Rabat-Salé-Zemmour-Zaer met drie prefecturen en een provincie en Gharb-Chrarda-Béni Hsen met drie provincies. De nieuwe regio is eigenlijk de samenvoeging van deze twee regio's.
Bekende plaatsen in de regio zijn de Marokkaanse hoofdstad Rabat en verder Khémisset, Salé, Tiflet, Témara, Kénitra en Sidi Kacem.
Huidige regio's: Béni Mellal-Khénifra · Casablanca-Settat · Dakhla-Oued Eddahab · Drâa-Tafilalet · Fès-Meknès · Guelmim-Oued Noun · Laâyoune-Sakia El Hamra ·  Marrakech-Safi · Oriental · Rabat-Salé-Kénitra · Souss-Massa · Tanger-Tétouan-Al Hoceïma

Oude regio's voor 2015: Chaouia-Ouardigha · Doukala-Abda · Fez-Boulmane · Gharb-Chrarda-Béni Hsen · Grand Casablanca · Guelmim-Es Semara · Laâyoune-Boujdour · Marrakech-Tensift-Al Haouz · Meknès-Tafilalet · Oriental · Oued ed Dahab-Lagouira · Rabat-Salé-Zemmour-Zaer · Souss-Massa-Daraâ · Tadla-Azilal · Tanger-Tétouan · Taza-Al Hoceïma-Taounate